# Piotr Pręgowski (lekarz)

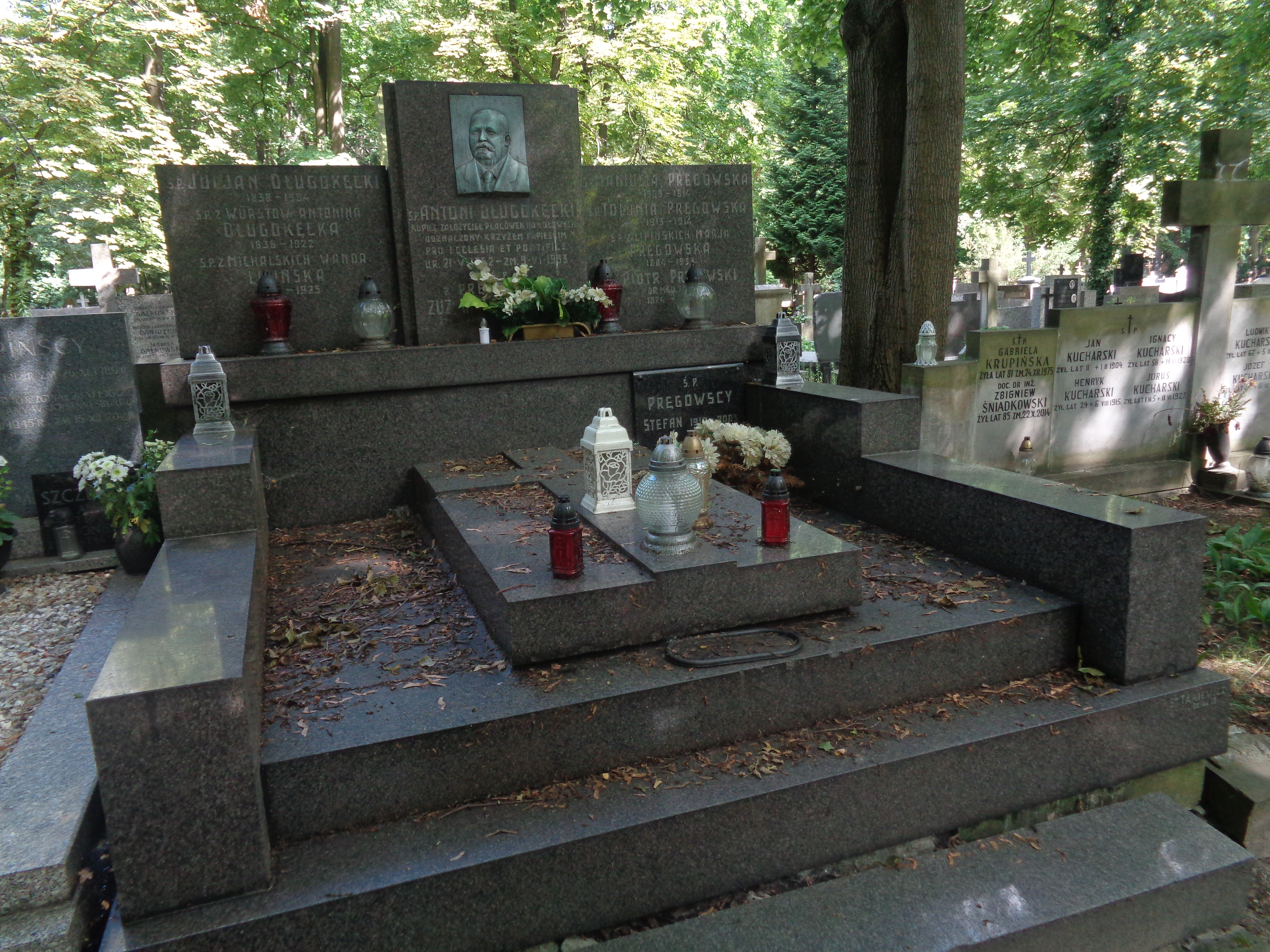
Grób Piotra Pręgowskiego

Piotr Pręgowski (ur. 31 stycznia 1874 w Czerwińsku, zm. 25 stycznia 1945 w Warszawie) – polski lekarz neurolog i psychiatra, działacz społeczny i polityczny, publicysta.

## Życiorys
Syn Mikołaja Pręgowskiego i Marii z domu Pielacińskiej. Ukończył gimnazjum w Warszawie i rozpoczął studia medyczne na Cesarskim Uniwersytecie Warszawskim. Brał udział w manifestacji patriotycznej z okazji setnej rocznicy insurekcji kościuszkowskiej 17 kwietnia 1894, został aresztowany, skazany na dwa miesiące więzienia i dwa lata zesłania w głąb Rosji. Z zesłania uciekł, od 1895 studiował filozofię i prawo na Uniwersytecie Lwowskim pod kierunkiem Kazimierza Twardowskiego, i był pierwszym promowanym na tej uczelni doktorem filozofii.
W latach 1900–1903 specjalizował się w psychiatrii w Heidelbergu u Emila Kraepelina. W 1903 roku brał udział w XIV międzynarodowym kongresie lekarskim w Madrycie. Od 1904 do 1906 w Monachium, m.in. w Instytucie Fizykalno-Terapeutycznym u Hermanna Riedera. Po otrzymaniu pozwolenia na powrót do kraju od ministra Światopołk-Mirskiego wrócił do Warszawy, w 1908 roku został ordynatorem Szpitala św. Jana Bożego, w 1912 otworzył prywatny zakład dla nerwowo i umysłowo chorych „Marjówka” pod adresem Dolna 17. Od 1914 w wojsku rosyjskim, starszy ordynator szpitala w Modlinie.
Członek Towarzystwa Lekarskiego we Lwowie, Towarzystwa Lekarskiego Warszawskiego, Polskiego Towarzystwa Psychiatrycznego, Polskiego Towarzystwa Filozoficznego. Razem z Adolfem Suligowskim utworzył Klub Mieszczański, należał do pierwszej rady miejskiej Warszawy.
W 1934 roku obchodził 30-lecie pracy naukowej i społecznej.
W latach 1940–1944 ukrywał się pod nazwiskiem Bronisław Kurowiecki. Brał udział w powstaniu warszawskim. Zmarł na chorobę wieńcową w szpitalu polowym na Woli. Po wojnie zwłoki ekshumowano i pochowano na cmentarzu Powązkowskim (kwatera 273, rząd 8, grób 10/11).
Z małżeństwa z Marią z domu Lipińską urodziło się czworo dzieci: Maria, Antonina, Władysław Jakub (1911–1985) i Stefan Anastazy (1919–2005)

## Wybrane prace
- Ueber ein subjectives Symptom bei Pericarditis exsudativa. Münchener medizinische Wochenschrift 48, s. 1248, 1901
- Psychiatria jako nauka kliniczna. Przegląd Lekarski 41 (30), ss. 439-442, 1902
- O chorobie uważanej jako neurastenia okresowa, lub jako obłąkanie przemienne (cykliczne) małego stopnia. Przegląd Lekarski 42 (4), s. 12-17, 1903
- Aetiologie und Prophylaxe des Emphysema pulmonum. Wiener medizinische Presse 44, ss. 1785; 1834., 1903
- Zur Frage von der Obstipatio spastica. Wiener medizinische Presse 45, s. 24-27, 1904
- Działanie wody na obumarłe komórki nerwowe w ludzkiej korze mózgowej. Przegląd Lekarski 43, s. 63, 1904

- Bemerkungen ex re Kritik mener Arbeit. Allgemeine Zeitschrift für Psychiatrie 61, s. 779, 1904

- Zur Frage von der Obstipatio spastica. Wiener medizinische Presse 45, s. 24-27, 1904
- Wywoływanie objawu dermograficznego zapomocą przyrządu własnego pomysłu (1904)
- Omówienie przypadku niewąpliwego dziedziczenia kurczowej naczynioruchowej nerwic wraz z uwagami o t. zw. hartowaniu dzieci, 1904
- Na czem polega obecne histopatologiczne rozpoznanie niedowładu postępującego? Przegląd Lekarski 43, ss. 667; 683; 700; 711, 1904
- La maladie considérée tantôt comme neurasthénie périodique tantôt comme psychose circulaire d′un petit grade W: Cong. internat. de méd. C.-r. 1903. Madrid, 1904
- Beschreibung eines Dermographen mit der Wiedergabe der Resultate der mit ihm gemachten Untersuchungen an den Schulkindern. „Archiv für Psychiatrie und Nervenkrankheiten”. 41 (2), s. 746–758, 1906. DOI: 10.1007/BF02054512.
- Über die lokale hypaesthesierende Wirkung starker Luftströmung auf die Haut. „Monatsschrift für Psychiatrie und Neurologie”. 20 (1), s. 198–203, 1906. DOI: 10.1159/000219883.
- Ueber schlafbefördernde Wirkung des vorgewärmten Bettes. Zeitschrift für diätetische und physikalische Therapie 10, ss. 675–678, 1906
- Zur Frage der Luft- und der sogenannten Wasser-Luft-Douchen. „Archiv für Psychiatrie und Nervenkrankheiten”. 42 (2), s. 672–703, 1907. DOI: 10.1007/BF02231514.
- Zur kenntnis der krankheitserscheinungen der nervösen, insbesondere über negativismus und eigensinn der degenerierten. „Zeitschrift für die gesamte Neurologie und Psychiatrie”. 33 (1), s. 165–171, 1916. DOI: 10.1007/BF02867023.
- Ueber das hereditäre Auftreten der spastischen vasomotorischen Neurose (mit psychischen Erscheinungen). „Archiv für Psychiatrie und Nervenkrankheiten”. 56 (3), s. 836–848, 1916. DOI: 10.1007/BF02029505.
- W sprawie leczenia t.zw. otępienia wczesnego (dementia praecox). Doniesienie tymczasowe. Medycyna i Kronika Lekarska 51 (47, 48), ss. 618-620, 635-636, 1916
- Zasady racyonalnego wychowania narodowego. Filozofia w szkołach średnich ogólnokształcących. Warszawa-Lwów: E. Wende i Spółka, 1916
- Zur Behandlung der Dementia praecox. „Archiv für Psychiatrie und Nervenkrankheiten”. 59 (1), s. 253–259, 1918. DOI: 10.1007/BF02228112.
- Zum psychiatrischen Bauwesen. Psychiatrisch-Neurologische Wochenschrift 23 (5/6, 7/8), ss. 27–29, 40–44, 1921
- Die Applikation einiger Arzneimittel bei den Geisteskranken unter die Mundlippen. Psychiatrisch-Neurologische Wochenschrift 23, 1921
- Z niedawnej przeszłości. Kurier Stołeczny, 1924
- Quelques notes sur un passé encore proche, 1924
- Hilfsverfahren bei der Erzeugung der Kniereflexe. „Deutsche Medizinische Wochenschrift”. 51 (42), s. 1743–1744, 1925. DOI: 10.1055/s-0028-1137259.
- Zum Kapitel der Förderung des Einschlafens durch natürliche Verfahren. Psychiatrisch-Neurologische Wochenschrift 27, s. 212, 1925
- Zur Pathogenese und Bedeutung der Cyclothymie. Allgemeine Zeitschrift für Psychiatrie 83, ss. 491-522, 1925
- Traitement vaccinothérapique (méthode Delbet) de l′excitation psychique chez les délirants fiévreux. Le progrès médical 42, ss. 274–278, 1927
- Un groupe particulier des maladies psychiatriques fonctionnelles. Paris: Librairie Félix Alcan, 1927
- Le maladies neurasthéniques: pathogénèse et thérapeutique. Paris: Alcan, 1927
- Zur Frage der sogenannten Menstruationspsychosen. Psychiatrisch-Neurologische Wochenschrift 29, ss. 571–577, 1927
- Le concept, le jugement et l'attention: étude psychologique. Paris: Librairie Gebethner et Wolff, 1928
- Workers' Family Allowances. London: Williams and Norgate LTD, 1931
- Zur Behandlung der Epilepsie mit lokaler Hyperthermie der vasomotorischen Zentren. Psychiatrisch-Neurologische Wochenschrift 34, s. 534, 1932
- Une forme spéciale de troubles de l′association des idées. Annales Médico-psychologiques 91, ss. 312–341, 1933
- Sur le traitement des psychoses non-organiques, 1933
- Kryterja subjektywne choroby umysłowej. Rocznik Psychjatryczny 21, ss. 294–296, 1933